# تیم دوچرخه‌سواری گرواشتاینر
تیم دوچرخه‌سواری گرواشتاینر (آلمانی: Gerolsteiner) یک تیم دوچرخه‌سواری در کشور آلمان بوده‌است.
این تیم در سال ۱۹۹۷ تأسیس شده و در سال ۲۰۰۸ منحل شده‌است. تیم گرواشتاینر در مسابقات مهمی همچون تور دو فرانس و تور دوچرخه‌سواری ووئلتا اسپانیا شرکت کرده‌است.